# Restiosporium leptocarpi
Restiosporium leptocarpi är en svampart som först beskrevs av Miles Joseph Berkeley, och fick sitt nu gällande namn av Vánky 2000. Restiosporium leptocarpi ingår i släktet Restiosporium och familjen Websdaneaceae.   Inga underarter finns listade i Catalogue of Life.